# نريبوتوكي

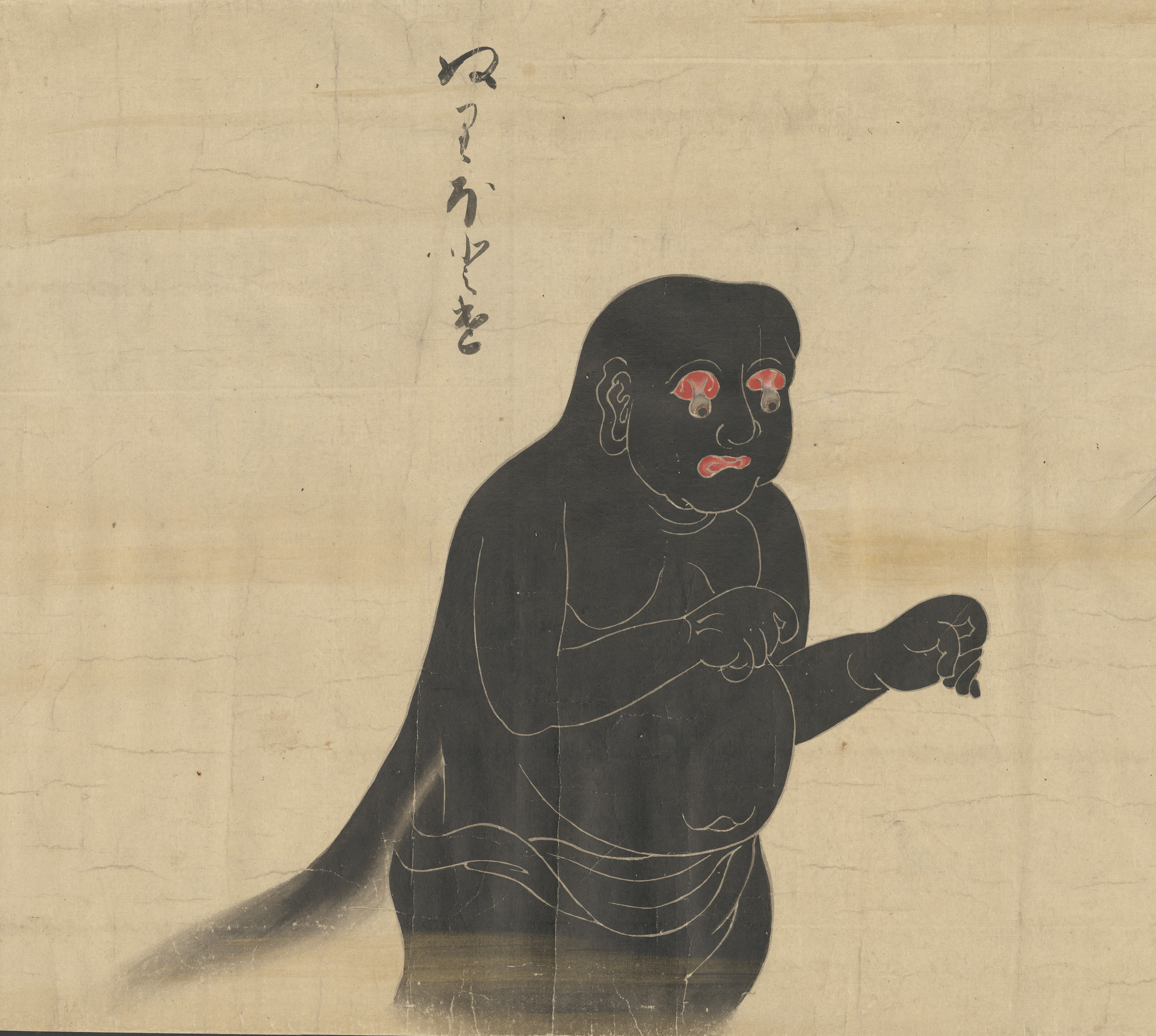
صورة ملونة تصور نريبوتوكي (حوالي 1700).

نريبوتوكي (باليابانية: 塗仏) إنهم يوكاي موجودون في النص الصوري «يوكاي إيماكي» الياباني المشابه لنص «هياكاي زوكان» لمؤلفه سواكي سوشي. كما وصفوا النريبوتوكي أيضًا في نص «غازو هياكي ياغيو» لتورياما سيكين.
يصورون على شكل جثة متحركة ذات بشرة داكنة ومقل عيون متدلية. والاسم يعني حرفيا «بوذا المطلي باللَّك» الذي يشير إلى طِلاء لونهم الأسود وتشابههم من حيث الشكل مع بوذا، على الرغم من أنَّ مصطلح بوذا يمكن استخدامه أيضًا ليعني أي روح متوفاة. كما يشار إليهم أحيانا باسم كوروبو (黒坊). غالبا ما يُصورون ببطون منتفخة إلى حد كبير ويظهرون في كثير من الأحيان على شكل كاهن بوذي.